# Randy Ayers
Randall Duane Ayers, detto Randy (Springfield, 16 aprile 1956), è un ex cestista e allenatore di pallacanestro statunitense, professionista nella NBA.
È il padre di Ryan Ayers e Cameron Ayers.

## Carriera
È stato selezionato dai Chicago Bulls al terzo giro del Draft NBA 1978 (53ª scelta assoluta).

## Palmarès

### Giocatore
- All-WBA Second Team (1979)

### Allenatore
- Naismith College Coach of the Year (1991)
- Associated Press College Basketball Coach of the Year (1991)
- Henry Iba Award (1991)